# Даньшино (Хлевенский район)
Да́ньшино — деревня в Хлевенском районе Липецкой области России, входит в состав Введенского сельсовета.

## География
Населенный пункт находится на левом берегу р. Дон.
Через населенный пункт проходит федеральная трасса М4. Также здесь проходит важный воздушный коридор для авиалайнеров.

## История
| описания правки |
| '''ДАНЬШИНО''', д. Хлевенского района Липецкой области. В ревизских сказках 1835 г. упоминается новопоселенная деревня Малая Донщина. Из этих же документов видно, что деревня была уже в 1817 г. (РСЗадУ). Она возникла в конце XVIII в. Название — по соседней деревне с таким же именем, находящейся в Задонском районе.Населенный пункт находится на левом берегу р.Дон. Через населенный пункт проходит федеральная трасса М4.Также здесь проходит важный воздушный коридор для авиалайнеров. |

## Население
| 2009 | 2010 |
| ---- | ---- |
| 89   | ↘85  |